# Jan Kocourek
Jan Kocourek (* 10. ledna 1926 Prostějov) je český biochemik, vysokoškolský pedagog a politik za Občanskou demokratickou stranu, po sametové revoluci československý poslanec Sněmovny národů Federálního shromáždění.

## Biografie
Koncem 50. let 20. století se uvádí jako odborný asistent na Katedře biochemie Matematicko-fyzikální fakulty Univerzity Karlovy. Na této funkci působil od roku 1954. Působil jako vysokoškolský pedagog, výzkumný pracovník a biochemik. Publikoval četné odborné práce.
Po sametové revoluci se zapojil i do veřejného a politického života. Ve volbách roku 1992 byl zvolen za ODS, respektive za koalici ODS-KDS, do české části Sněmovny národů (volební obvod Praha). Ve Federálním shromáždění setrval do zániku Československa v prosinci 1992.